# Planetariul Silezian

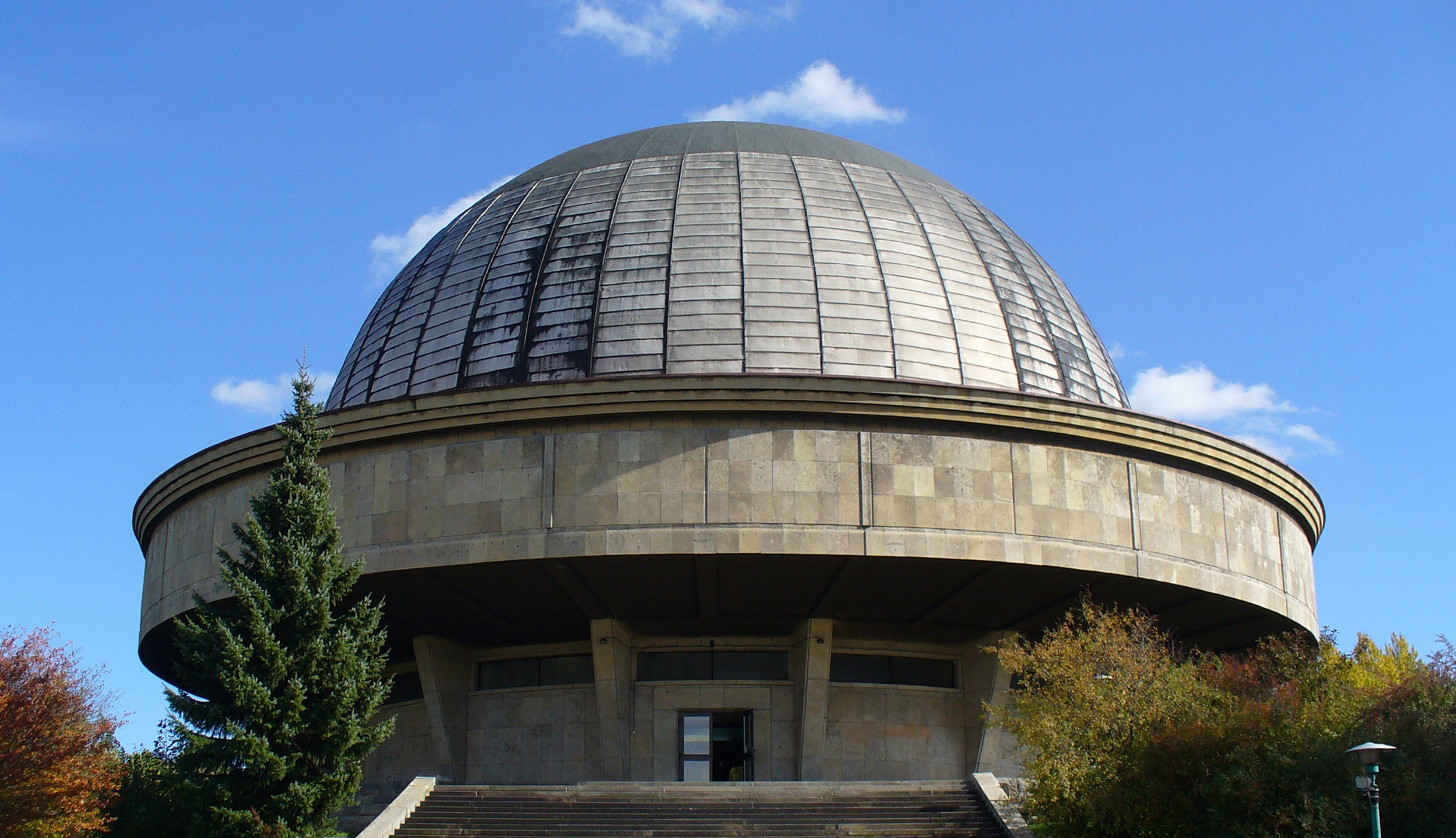
Planetariul Silezian

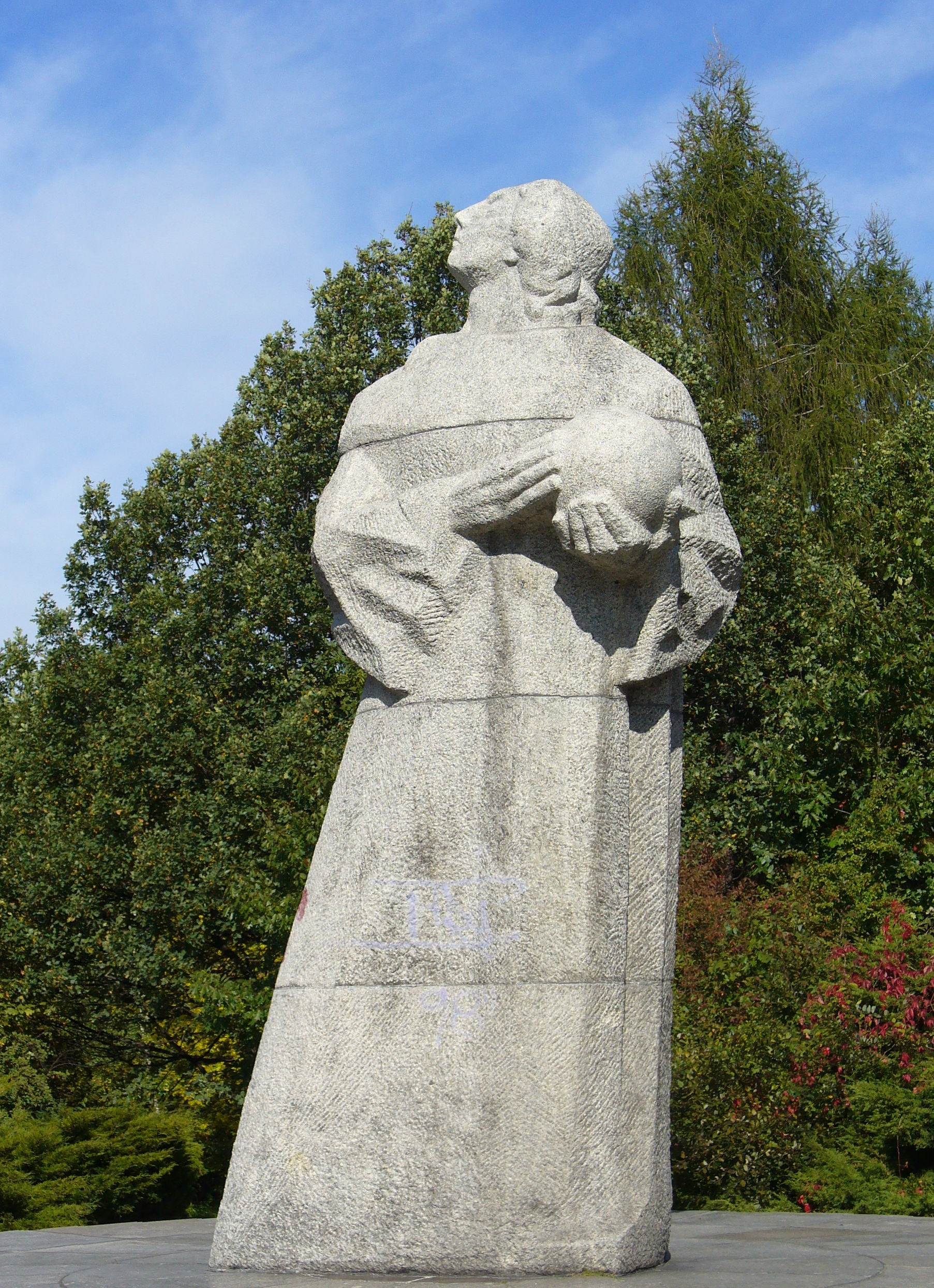
Statuia lui Nicolaus Copernic din fața planetariului

Planetariul Silezian (în poloneză Planetarium Śląskie) este cel mai mare și cel mai vechi planetariu din Polonia. A fost fondat la 4 decembrie 1955 pentru a-l comemora pe astronomul Nicolaus Copernic. Planetariul este situat în Parcul Silezian, în apropiere de orașele Katowice și Chorzów.
A fost ridicat pe cel mai înalt deal din parcul respectiv, cu o suprafață de 600 ha, care include Parcul Etnografic al Sileziei Superioare, un parc de amuzament, o grădină zoologică, planetariul, observatorul astronomic și Stadionul Silezian⁠(en)[traduceți].

## Facilități
Un ecran în forma unei cupole care imită cerul a fost construit în interiorul planetariului. Este și locul care găzduiește prelegeri despre astronomie și geografie, precum și spectacole. În 2011 a găzduit cea de-a cincea Olimpiadă Intenațională de Astronomie și Astrofizică. 
Observatorul astronomic este echipat cu o lunetă astronomică cu diametrul de 300 mm, (cea mai mare în uz din Polonia), precum și o serie de instrumente mai mici. În zilele senine, vizitatorii pot vizualiza imagini în direct ale Soarelui și, după apusul soarelui, o serie de obiecte cerești, mărite de până la 750 de ori.
Observatorul desfășoară activități de cercetare privind comete și planete mici. Planetariul are o bibliotecă de astronomie ce conține aproximativ 10.000 de volume, iar în curte, un ceas solar impresionant. Coridoarele găzduiesc exponate legate de astronomie. 
Stațiile meteorologice și seismologice ale planetariului a efectua observații periodice și găzduiesc cursuri educaționale.